# Kiris Ferenc
Kiris Ferenc (Doborgaz (Pozsonym.), 1659. június 22. – Pozsony, 1736. április 9.) bölcseleti és teológiai doktor, Jézus-társasági áldozópap és egyetemi rektor.

## Életútja
1677. november 17-én lépett a rendbe; a nagyszombati gimnáziumban tanított; azután a Tököly-féle harcok alatt sok üldöztetést szenvedett, többször bujdosása közben étlen-szomjan életveszélyben forgott, sőt mások megszabadításáért őt vetették börtönbe. Azután Trencsénben rektor, Nagyszombatban a novitiusok mestere, szentszéki ülnök, 1722-26-ban az egyetem rektora volt.

## Munkája
- Somnium Xaverii, Honori Rever. Nobil. ac. Erudit. DD. Neo-Baccalaureorum, cum in Alma Archiepiscopali Universitate Tyrnaviensi prima Philosophiae laurea insignirentur. Promotore R. P. Henrico Berzeviczi Soc. Jesu... A Nobili Humanitate Tyrnaviensi dicatum Anno salutis, 1688 (névtelenül)